# Gewoon uitbreekkommetje
Het gewoon uitbreekkommetje (Pyrenopeziza revincta) is een schimmel uit de familie Ploettnerulaceae. Het leeft saprotroof op twijgen en stengels van Braam (Rubus), Brandnetel (Urtica) en andere kruiden.

## Verspreiding
In Nederland komt het gewoon uitbreekkommetje matig algemeen voor.